# Standardsoftware
Als Standardsoftware (Packaged Software) werden Softwarepakete bezeichnet, die einen klar definierten Anwendungsbereich abdecken und als vorgefertigte Produkte erworben werden können. Im Gegensatz dazu wird Individualsoftware gezielt für den speziellen Einsatz bei einem Kunden bzw. Unternehmen  entwickelt. Gelegentlich wird noch zwischen Standardanwendungssoftware und Standardsystemsoftware unterschieden; im Bereich der Systemsoftware ist allerdings der Einsatz von Standardsoftware so üblich, dass dieser Begriff kaum verwendet und auf diese Unterscheidung meist verzichtet wird.

## Klassifizierung
Im Bereich der Anwendungssoftware kann Standardsoftware unterteilt werden in die Bereiche funktionsbezogene bzw. funktionsübergreifende Standardsoftware sowie Branchensoftware. 
Funktionsbezogene oder funktionsübergreifende Standardsoftware ist branchenneutral (Horizontaler Markt) und auf einen bestimmten Einsatzbereich zugeschnitten, der in vielen Fällen stark geregelt ist, beispielsweise durch gesetzliche Vorgaben. 
Der Übergang zwischen funktionsbezogener und -übergreifender Software ist fließend, typische Beispiele für funktionsbezogene Standardsoftware sind Buchhaltungssoftware, CAD oder Produktionsplanungs- und Steuerungssysteme (PPS). Funktionsübergreifende Standardsoftware dagegen kann in mehreren Funktionsbereichen des Unternehmens eingesetzt werden, dies gilt beispielsweise für Office-Pakete oder ERP-Systeme (Enterprise Resource Planning). Letztere werden auch als integrierte Systeme bezeichnet, da sie eine Bündelung mehrerer funktionsbezogener Module darstellen. Der Einsatz integrierter Systeme hat den Vorteil, eine redundante Datenspeicherung zu vermeiden.
Auch weil der Bereich der funktionsbezogenen oder -übergreifenden Standardsoftware mittlerweile in fast allen Bereichen von wenigen Anbietern dominiert wird, wird insbesondere von kleineren Anbietern Branchensoftware angeboten. Diese Software ist auf die speziellen Anforderungen und Gegebenheiten der Unternehmen einer Branche (Vertikaler Markt) zugeschnitten.

## Einführung
Die Einführung von Standardsoftware kann ähnlich wie die Einführung von Individualsoftware erfolgen. Insbesondere bei großen Standardsoftwaresystemen beinhaltet die Einführung nicht nur die Installation und Schulung der Anwender, sondern auch eine Konfiguration der Software. Die Konfiguration einer Standardsoftware bezeichnet man als Customizing. Bei Einführung von Standardsoftware handelt es sich dabei um ein großes Projekt, das in der Regel den Einsatz von externen Beratern erfordert.
Für die Einführung von Standardsoftware gibt es grob zwei grundlegende Strategien:
- Als „Big Bang“ bezeichnet man den vollständigen Umstieg zu einem klar definierten Zeitpunkt, üblicherweise zu Zeiten, an denen die Nichtverfügbarkeit eines Systems weitgehend unkritisch ist. Zur Risikominimierung erfordert diese Art der Softwareeinführung umfangreiche Planungen und Vorbereitungen (Im Umstellungszeitraum durchzuführende Datenmigration, Schulungen, Planung eines Fallbacks bei Auftreten von Problemen).
- Die gegensätzliche Strategie ist eine iterative Einführung eines neuen Systems in mehreren, kleineren Schritten, was allerdings bei Einführung von Standardsoftware eher unüblich ist, sondern eher bei Einführung von Individualsoftware angewandt wird. Je nach Einsatzgebiet der Software ist die iterative Einführung als sinnvoll zu erachten, da bei komplexen Softwaresystemen der Aufwand des Customizing sonst erheblich ansteigen kann.
- Im Falle geschäftskritischer Software erfolgt vielfach eine Phase der parallelen Nutzung von altem und neuem Softwaresystem, um im Falle von Migrationsproblemen trotzdem handlungsfähig zu bleiben.

## Vor- und Nachteile gegenüber Individualsoftware
Grundsätzlich hängt es vom konkreten Fall ab, ob der Einsatz von Standard- oder Individualsoftware günstiger ist. Als Hauptvorteil des Einsatzes von Standardsoftware werden meist die geringeren Kosten genannt, was sich allerdings häufig aufgrund erforderlicher Anpassungen (Konfiguration) an vorhandene Systembestandteile relativiert. Wegen der Anpassbarkeit vieler Standardsoftwareprodukte ist aber auch das Hauptargument für den Einsatz von Individualsoftware, nämlich die Möglichkeit des Zuschneidens auf die individuellen Gegebenheiten, ein wenig entkräftet.
Weiterhin werden oft folgende Vorteile für den Einsatz von Standardsoftware genannt:
- Die Einbeziehung von Spezialisten bestimmter Fachgebiete (z. B. Mathematiker, Designer, Kommunikationsexperten etc.) oder die Perfektionierung von bestimmten Details (z. B. Datenbankoptimierung, Usability, Look & Feel, Hilfe und Dokumentation) ist für Hersteller von Standardsoftware lohnender, da ihre Produkte die Kosten dafür über die Verkaufsmenge wieder einspielen.[3]
- Ein hoher Verbreitungsgrad von Standardsoftware bringt einen hohen Verbreitungsgrad von Bedien-Know-how mit sich.[3]
- Die sofortige Verfügbarkeit von Standardsoftware ermöglicht eine zügige Implementierung in Unternehmensprozesse. Im Gegensatz zu Individualsoftware, die eine längere Entwicklungszeit erfordert, kann Standardsoftware in vielen Fällen direkt eingesetzt werden.[4]
- Anwendungen können auch realisiert werden, auch wenn kein oder nur unzureichend qualifiziertes IT-Personal im Unternehmen verfügbar ist. Diese Flexibilität bietet diverse Vorteile und entlastet die internen Ressourcen.[4]
- Die Lösung ist bei anderen Unternehmen im Echteinsatz und kann begutachtet werden. Dies ermöglicht umfassende Tests, Referenzbesuche und die Einsicht in Erfahrungsberichte, was zahlreiche Vorteile für potenzielle Anwender mit sich bringt.[3]

In vielen Fällen ist es nicht oder nur mit unverhältnismäßig hohem Aufwand möglich, Standardsoftware einzusetzen. Insbesondere, wenn sehr spezielle Anforderungen hinsichtlich bestehender Infrastruktur bestehen (etwa, weil viele komplexe Schnittstellen zu Fremdsystemen zu berücksichtigen sind) oder sehr spezielle und komplexe Geschäftsprozesse abgebildet werden müssen, ist die Implementierung von Individualsoftware unumgänglich. 
Weitere Nachteile für den Einsatz von Standardsoftware sind:
- Die regelmäßige Aktualisierung und der Support der Standardsoftware liegen in der Verantwortung des Herstellers. Unternehmen sind auf die zeitnahe Bereitstellung von Updates und die Unterstützung bei auftretenden Problemen angewiesen. Eine unzureichende Reaktionszeit oder die Einstellung des Supports können zu Betriebsunterbrechungen und Sicherheitsrisiken führen.[4]
- Standardsoftware ist oft darauf ausgerichtet, auf einer breiten Palette von Hardwarekonfigurationen zu laufen. Das kann dazu führen, dass die Software nicht optimal auf die spezifische Hardwareumgebung des Unternehmens abgestimmt ist. Infolgedessen werden möglicherweise nicht alle Leistungsmöglichkeiten ausgeschöpft.[4]
- Die Nutzung von Standardsoftware kann dazu führen, dass nur wenig eigenes IT-Know-how im Unternehmen aufgebaut wird.[3]